# 알리야 살라호바
알리야 살라호바(Alija Salahowa, 1982년 6월 8일 ~ )는 투르크메니스탄, 벨라루스의 가수이다.